# Саралинский завод
Саралинский медеплави́льный заво́д — металлургический завод, действовавший в селе Сарали Елабужского уезда с 1689 до 1735 года. Завод был одним из старейших российских горнозаводских предприятий.

## История
Завод был основан в 1689 году на реке Сарали у села Сарали в 8—10 верстах к северу от Елабуги на вотчинных землях башкир Байларской волости Казанской дороги. Существуют разные версии об основателях завода и дате его появления. По одним данным, в 1698 году завод основал подьячий Калугин, по другим — завод был основан в 1697 году на казённые средства. Известно, что в 1698 году по распоряжению Приказа Казанского дворца в Прикамье на поиски медной руды был отправлен полковник Лаврентий Нейгардт. Он доложил властям о месторождениях медной руды, обустроил рудник и начал строительство завода. В начале своей деятельности Саралинский завод не был вододействующим, а использовал ручную и тягловую силу. Медную руду с содержанием меди 0,5—3 % для переплавки добывали в основном на территории Оренбургской губернии.
В 1698—1705 годах на заводе работали вольнонаёмные люди по 100—200 человек ежегодно. В 1706 году к заводу были приписаны русские ясачные крестьяне Казанского и Уржумского уезда в количестве 270—330 человек ежегодно. С 1710 года на заводе также работали шведские военнопленные по 300—400 человек в год. В 1711 году умер полковник Нейтхард. В 1712—1714 годах новым управляющим был назначен боярский дворянин Наум Барахов (Бураков). В 1714 году шведские военнопленные с завода были направлены на строительство Санкт-Петербурга.
С 1714 года завод был передан во владение подьячему Василию Калугину и плавильщику Филиппу Емельянову. К 1721 году Калугин умер, а Емельянов направил в Берг-коллегию отказ от завода в связи с крупными долгами. В июле 1720 года В. Н. Татищев и Иоганн Блюэр осмотрели состояние завода, найдя его неудовлетворительным. В результате Берг-коллегией для налаживания нормального функционирования предприятия был направлен уполномоченный Александр Аристов, руководивший заводом в 1721—1724 годах.
В 1721 году в составе заводе работала медеплавильная фабрика с одной плавильной печью и двумя гармахерскими горнами, мусорная толчея и кузница. В 1724 году завод за 19 рублей был передан во владение казанскому чиновнику Ивану Евсеевичу Небогатову, пригласившему в качестве компаньонов своих двоюродных братьев тульского кузница Лукьяна Марковича Красильникова и тульского купца Семёна Марковича Красильникова. Впоследствии компаньоны основали в нескольких верстах Коринский завод.
В 1727 году Саралинский завод выплавил 120 пудов меди, в 1728 году — 140 пудов, в 1730 году — 107 пудов. В 1730 году завод простаивал из-за маловодья, а 2 сентября 1731 года заводское оборудование было разделено между компаньонами. В 1732 году заводскую плотину размыло. В 1734 году на заводе продолжала функционировать 1 медеплавильная печь и 1 гармахерский горн.
Окончательно завод прекратил свою деятельность в 1735 году, выплавив суммарно за весь период своей деятельности около 3000 пудов меди.